# Kunow (Schwedt/Oder)

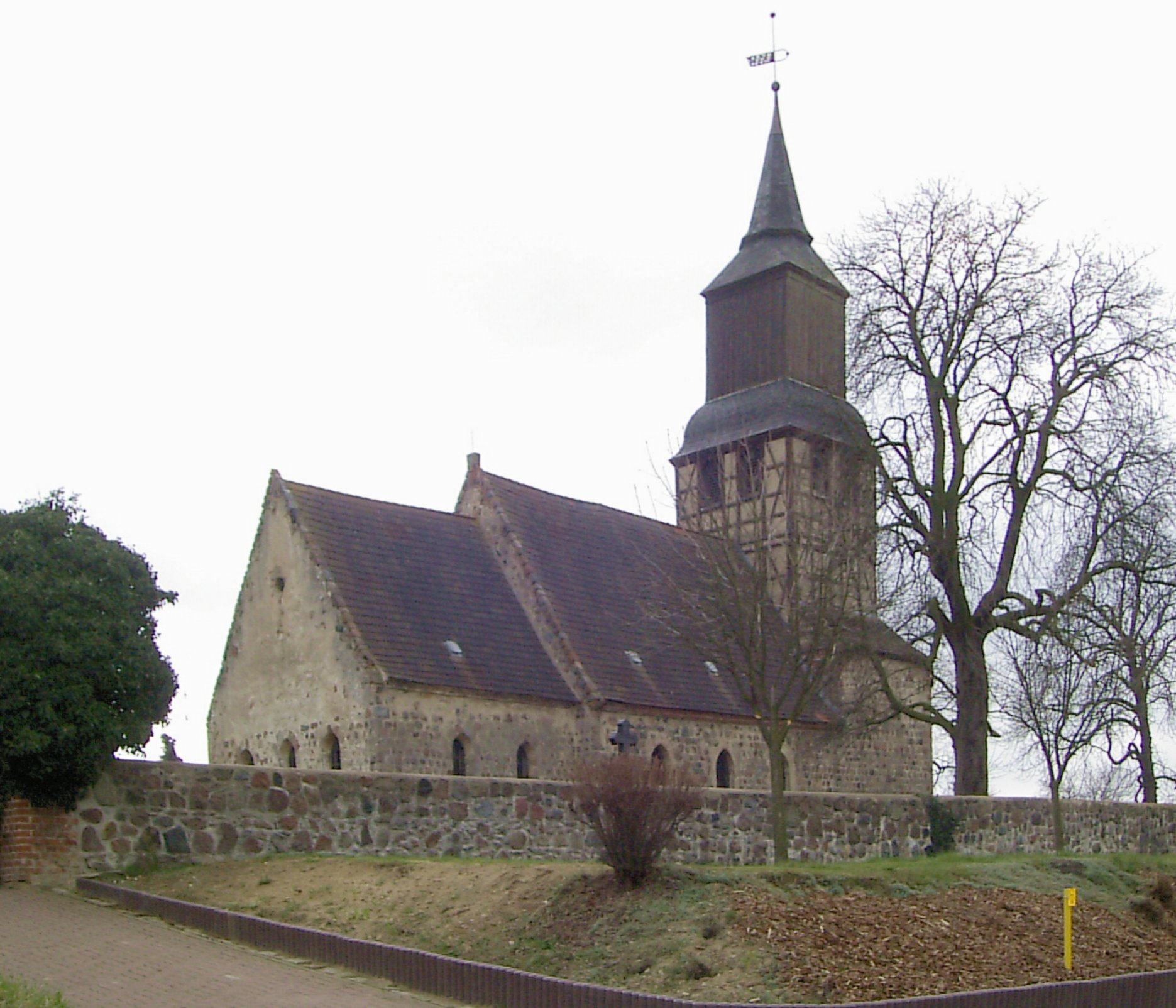
Dorfkirche Kunow

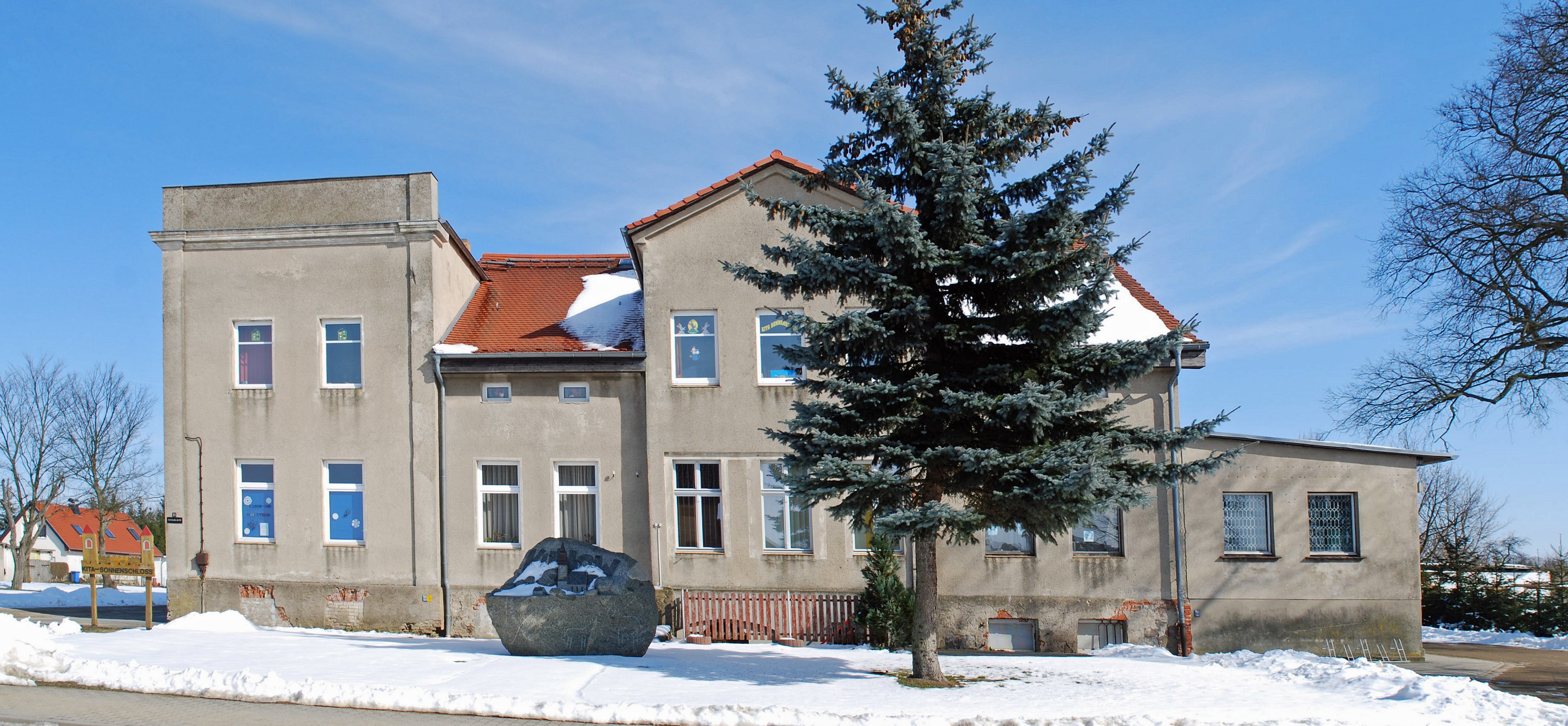
Gutsanlage Kunow

Kunow ist ein Dorf im Nordosten Deutschlands und gehört zur Stadt Schwedt/Oder im Landkreis Uckermark in Brandenburg.
Das Dorf mit 350 Einwohnern (Stand 31. Dezember 2021) auf einer Gemarkungsfläche von ca. 15 km² liegt auf einer Hochfläche nahe der Endmoräne, die sich nördlich der Welse entlangzieht und mit Höhen von 40 bis 50 Metern über dem Welsebruch ein markantes Relief bildet. Auf diesem nach Süden abfallenden Gelände wurde noch bis in das 19. Jahrhundert hinein Wein angebaut.
1281 wurde Kunow erstmals in einer Urkunde als Conow erwähnt, als Herzog Bogislaw IV. von Pommern dem Nonnenkloster in Gartz das Patronat der Kirche des Ortes bestätigte, das ein Ritter Heinrich de Thenis dem Kloster übertragen hatte. Im 13. Jahrhundert wanderten märkische Siedler ein. Von 1563 bis 1723 war Kunow im Besitz der pommerschen Adelsfamilie Wolde. 1726 erwarb Markgraf Friedrich Wilhelm von Brandenburg-Schwedt – genannt „der tolle Markgraf“ –  den Ort. Von 1771 bis 1795 pachtete das Gut bzw. ab 1788 die Domäne Kunow Johann Justus Bandel (1725–1813), der mit Helene Catharina Copal (1726–1814) verheiratet war. Bandel war zuvor von 1759 bis 1765 Pächter des Markgrafen auf dem nahe gelegenen Gut Wildenbruch gewesen.
Kunow gehörte von 1817 bis 1939 zum Kreis Randow der preußischen Provinz Pommern. Mit der Auflösung des Kreises Randow 1939 kam es zum Landkreis Greifenhagen. Die südliche und östliche Gemarkungsgrenze Kunows war lange Zeit die Grenze zwischen Pommern und Brandenburg-Preußen; das Dorf war bis 1945 der südlichste Punkt der Provinz Pommern westlich der Oder. Von 1950 bis 1993 war Kunow eine Gemeinde des Kreises Angermünde im Bezirk Frankfurt (Oder). Seit dem 6. Dezember 1993 gehört der Ort zur Stadt Schwedt/Oder.
Der Ortsname stammt vom slawischen Wort kon (= Pferd) ab.
Das Dorf ist von der Landwirtschaft geprägt, in den letzten Jahren wurden alte Höfe rekonstruiert und neue Eigenheime gebaut. Das Dorfleben bestimmen unter anderem der Dorfverein, der Treckerclub, die Freiwillige Feuerwehr und der Feuerwehrhistorik Kunow e. V.
Die Freiwillige Feuerwehr Kunow wurde im Jahre 1927 von ca. 20 Männern gegründet.
Im Ort befindet sich auch das vom Feuerwehrhistorik Kunow e. V. betriebene Uckermärkische Feuerwehrmuseum Kunow.
Die von einer ehemaligen Friedhofsmauer umgrenzte Dorfkirche in der Mitte Kunows steht auf einer Hügelkuppe, die das Umgebungsniveau um etwa zehn Meter überragt. Der frühgotische Feldsteinbau aus der Zeit zwischen 1250 und 1275 besteht aus Schiff, eingezogenem rechteckigen Chor mit Spitzbogenfenstern sowie dem quadratischen Westturm mit Aufsatz und Spitzhelm. Der Westturm wurde Mitte des 18. Jahrhunderts errichtet, der von der Familie von Wolde gestiftete Altar stammt aus dem Jahr 1719, zum Inventar gehört ferner ein Taufengel und wertvolles Kirchengestühl. Am Kirchengestühl befinden sich 61 gemalte Sinnbilder aus den 1720er Jahren, eine der umfangreichsten in einer pommerschen Kirche erhaltenen Bilderfolgen dieser Art. Eine Besonderheit stellen die zusätzlich zu den Portalen an der Süd- und Westseite vorhandenen drei weiteren Eingänge an der Nordseite dar, darunter eine so genannte „Wendentür“ am Schiff.

## Persönlichkeiten
- Helmut Nennmann (* 1949), Maler und Grafiker

## Belege
1. ↑  Stadt Schwedt/Oder - Pressestelle: Ortsteil Kunow | Stadt Schwedt/Oder. 19. Dezember 2022, abgerufen am 30. Dezember 2022.
2. 1 2 3  Norbert Buske: Die emblematische Bilderwelt der Pfarrkirche in Kunow. In: Pommern. Zeitschrift für Kultur und Geschichte. Heft 1/2010, ISSN 0032-4167, S. 12–19.
3. ↑  Gemeinden 1994 und ihre Veränderungen seit 01.01.1948 in den neuen Ländern, Verlag Metzler-Poeschel, Stuttgart, 1995, ISBN 3-8246-0321-7, Herausgeber: Statistisches Bundesamt